# شهرستان لانلینگ
شهرستان لانلینگ (به لاتین: Lanling County) یک منطقهٔ مسکونی در چین است که در لینیای واقع شده‌است. شهرستان لانلینگ ۴۳ متر بالاتر از سطح دریا واقع شده‌است.